# Steurgat (buurtschap)
Steurgat is een buurtschap in de gemeente Altena in de Nederlandse provincie Noord-Brabant. Het ligt aan de Nieuwe-Merwede ten westen van Werkendam. In Steurgat bevindt het het gelijknamige Fort Steurgat. De buurtschap Steurgat bevindt zich in de zogenaamde Noordwaard van de Brabantse Biesbosch en is vernoemd naar het vaarwater Steurgat, dat ten oosten van de buurtschap aftakt van de Nieuwe-Merwede. In de buurtschap bevinden zich de Biesboschsluis en de enige vaste oeververbinding van (en naar) de Noordwaard.

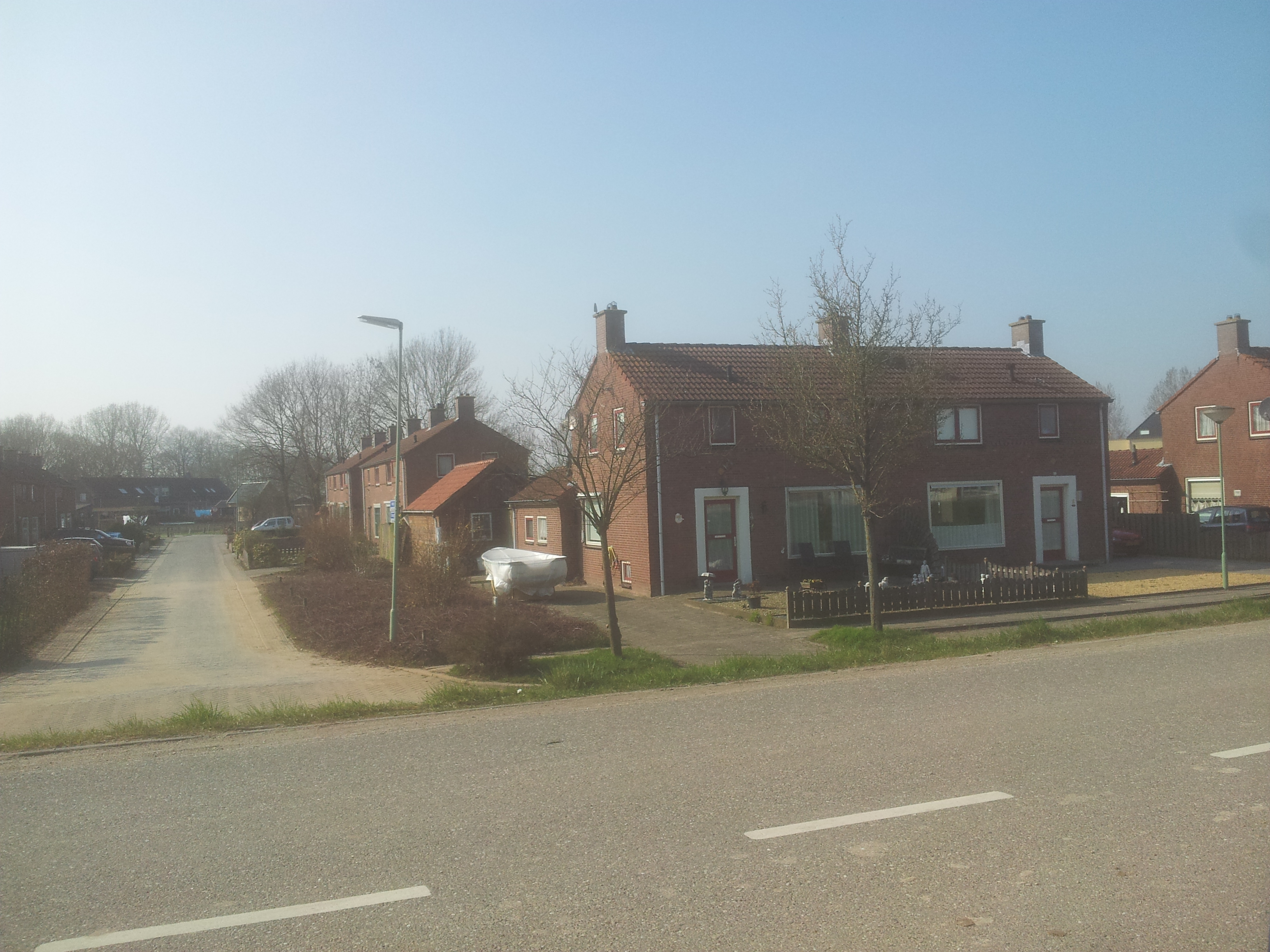
De buurtschap Steurgat

Hoofdplaats: Almkerk
Stad: Woudrichem      
Dorpen: Andel · Babyloniënbroek · Drongelen · Dussen · Eethen · Genderen · Giessen · Hank · Meeuwen · Nieuwendijk · Rijswijk · Sleeuwijk · Uitwijk · Veen · Waardhuizen · Werkendam · Wijk en Aalburg

Buurtschappen: Bronkhorst · Buurtje · De Baan · De Hoef · Duizend Morgen · Eng · Hill · Hoekeinde · Keizersveer · Kerkeinde · Kievitswaard · Kille · Korn · Moleneind · Oudendijk · Peerenboom · Schans · Spijk · Stenenheul · Steurgat · Uppel · Vierbannen · Vijcie · 't Zand · Zandwijk

Verdwenen plaatsen: Aartswaarde · Almonde · Eemkerk · Emmikhoven · Gansoyen · Hagoort · Honswijk · Munsterkerk · Muilkerk

Noord-Brabant: Steden en dorpen in Noord-Brabant      Nederland: Provincies · Gemeenten